# Новиков Костянтин Олександрович
Костянтин Олександрович Новиков (4 листопада 1910, село Ченцово Алексінського повіту Тульської губернії, тепер Тульської області, Російська Федерація — 7 листопада 1974, місто Москва) — радянський державний діяч, 1-й секретар Архангельського обласного комітету КПРС, голова Архангельського облвиконкому, голова Державного комітету РМ РРФСР із використання трудових ресурсів. Кандидат у члени ЦК КПРС у 1961—1971 роках. Депутат Верховної Ради Латвійської РСР 2—3-го скликань. Депутат Верховної Ради РРФСР 5-го і 8-го скликань. Депутат Верховної Ради СРСР 6—7-го скликань.

## Життєпис
Народився в селянській родині. Батько помер у 1921 році від тифу.
Закінчив семирічну школу. З 1923 року — учень кондитера, токар, слюсар. У 1925 році вступив до комсомолу. Був головою районного бюро юних піонерів, завідував відділами в районному комітеті ВЛКСМ.
У 1930—1932 роках — на відповідальній комсомольській роботі в Московському комітеті ВЛКСМ.
Член ВКП(б) з 1932 року.
У 1932—1935 роках служив на Робітничо-селянському червоному флоті СРСР, обирався секретарем партійної організації.
У 1936—1938 роках — в секретаріаті виконавчого комітету Комуністичного Інтернаціоналу.
У 1939—1943 роках — секретар комітету ВКП(б) Московського хіміко-технологічного інституту імені Менделєєва, секретар Совєтського районного комітету ВКП(б) міста Москви.
У 1943—1945 роках — 1-й секретар Куйбишевського районного комітету ВКП(б) міста Москви.
У квітні 1945—1951 роках — 2-й секретар Ризького міського комітету КП(б) Латвії.
У 1951 — 16 травня 1952 року — заступник голови Ради міністрів Латвійської РСР.
У 1952 році заочно закінчив Вищу партійну школу при ЦК ВКП(б).
У травні 1952 — червні 1953 року — 2-й секретар Ризького обласного комітету КП(б) Латвії.
У 1953—1956 роках — завідувач відділу Краснодарського крайового комітету КПРС.
У січні 1956 — березні 1957 року — 2-й секретар Архангельського обласного комітету КПРС.
18 березня 1957 — 12 листопада 1960 року — голова виконавчого комітету Архангельської обласної ради депутатів трудящих.
У листопаді 1960 — 24 березня 1967 року — 1-й секретар Архангельського обласного комітету КПРС.
22 березня 1967 — 7 листопада 1974 року — голова Державного комітету Ради міністрів Російської РФСР із використання трудових ресурсів.
Помер 7 листопада 1974 року. Похований в Москві на Новодівочому цвинтарі.

## Нагороди
- два ордени Леніна
- чотири ордени Трудового Червоного Прапора
- орден Червоної Зірки
- орден «Знак Пошани»
- медаль «За трудову доблесть»
- медалі